# San Salvador Torrecillas
San Salvador Torrecillas es una localidad del estado mexicano de Guanajuato. Es parte del municipio de Villagrán.

## Demografía
| Gráfica de evolución demográfica |
|                                  |

| Censo | Población |
| ----- | --------- |
| 1900  | 213       |
| 1910  | 345       |
| 1921  | 99        |
| 1930  | 223       |
| 1940  | 273       |
| 1950  | 437       |
| 1960  | 522       |
| 1970  | 661       |
| 1980  | 853       |
| 1990  | 1 178     |
| 2000  | 1 154     |
| 2010  | 1 371     |
| 2020  | 1 646     |